# It's Too Late
Singles de Carole King
You've Got a Friend
(1971) So Far Away
(1971)
It's Too Late est une chanson écrite par Toni Stern, composée et interprétée par la chanteuse américaine Carole King. Elle est sortie en single double face A avec la chanson I Feel the Earth Move en avril 1971. Toutes les deux sont extraites de l'album Tapestry.
Elle se classe en tête des ventes aux États-Unis et au Canada et connaît aussi un succès important au Royaume-Uni, en Irlande et en Australie.

## Distinctions
En 1972, It's Too Late remporte le Grammy Award de l'enregistrement de l'année.
Elle est incluse, avec l'autre chanson du single I Feel the Earth Move, dans la liste Songs of the Century (Chansons du siècle) établie en 2001 par la Recording Industry Association of America (RIAA).
En 2003, elle reçoit le Grammy Hall of Fame Award.
En 2004, It's Too Late fait partie de la liste des 500 plus grandes chansons de tous les temps selon Rolling Stone.

## Classements hebdomadaires
| Classement (1971)                          | Meilleure position |
| ------------------------------------------ | ------------------ |
| Australie (Kent Music Report)              | 6                  |
| Canada (RPM 100 Singles)                   | 1                  |
| États-Unis (Billboard Hot 100)             | 1                  |
| États-Unis (Hot Adult Contemporary Tracks) | 1                  |
| Irlande (IRMA)                             | 8                  |
| Royaume-Uni (UK Singles Chart)             | 6                  |

## Certifications
| Pays              | Certification | Unités certifiées |
| ----------------- | ------------- | ----------------- |
| États-Unis (RIAA) | Platine       | 1 000 000         |
| Royaume-Uni (BPI) | Argent        | 200 000           |

## Reprises
Plusieurs artistes ont repris la chanson, comme The Isley Brothers, Billy Paul, Dina Carroll avec le groupe Quartz (8e dans les charts britanniques et 21e en Autriche en 1991,) ou Gloria Estefan (72e au Canada en 1995).
Elle a été adaptée en plusieurs langues dont le français par Vline Buggy et interprétée par Danielle Jourdan sous le titre Qu'est-ce qui ne va pas ? en 1972.